# タパス

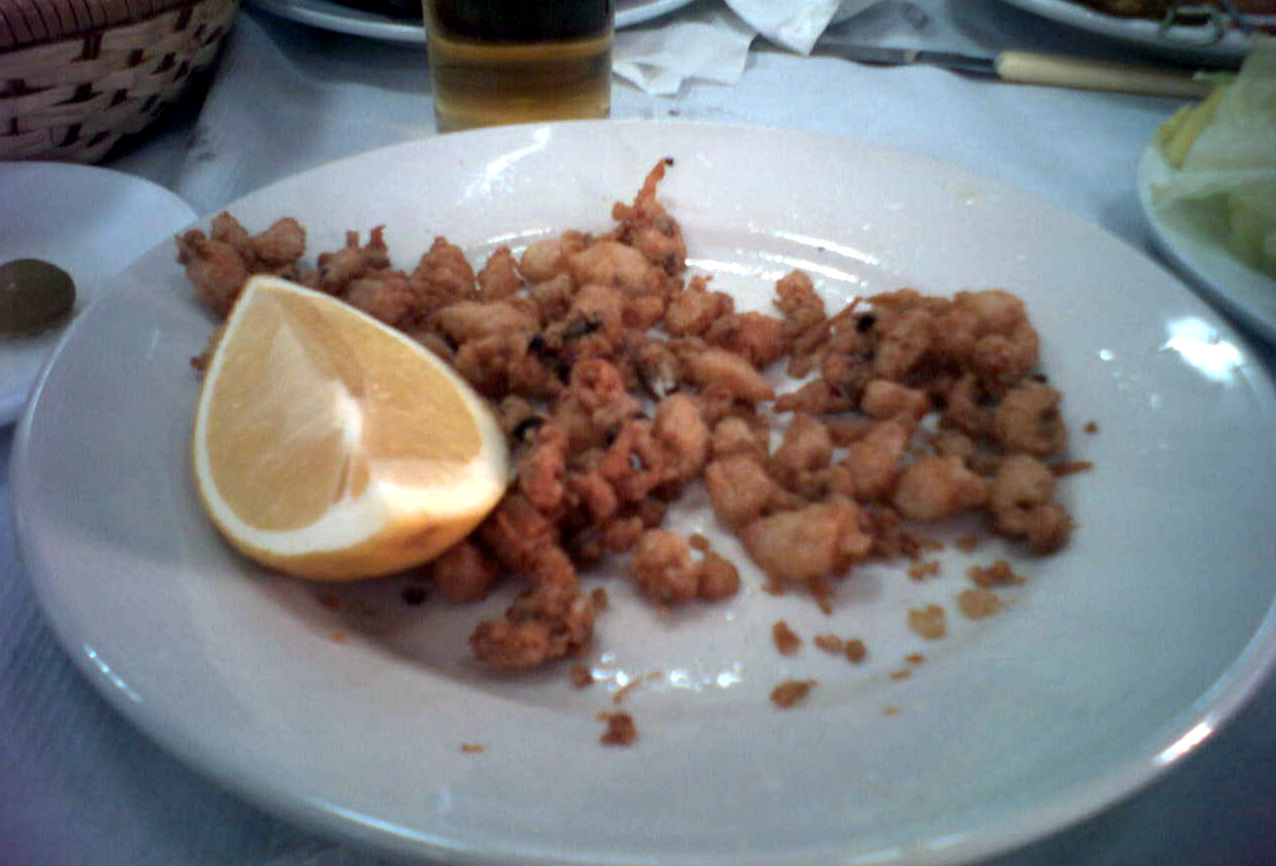
タパの一種プンティジタス（小イカフライ）

タパスまたはタパ（スペイン語単数形 Tapa）とは、スペイン料理の様々な前菜である。冷製料理（オリーブとチーズ混ぜ合わせ等）または温製料理（小イカフライ等）がある。
タパスは小皿料理なので、会話をしながら食事をするのに向いている。また、タパスを立食とする習慣がある国もある。スペインではバルによって無料で出すところもあり、店によって、さまざまなものがある。

## 歴史
伝説によると、タパの習慣はカスティーリャ王国の賢王アルフォンソ10世の時代に、ワインと小量の料理を食事の間に摂ることで病気から回復したことから始まったと言われている。健康を取り戻した王は、居酒屋がワインを客に出す際、必ず軽食または「タパス」を伴うことを命じた。この命令は酒を飲むための法の抜け道となった。
タパは「蓋をする」を意味する動詞「タパル」（tapar）に由来する。アメリカ合衆国の著名な料理本『料理の喜び』（The Joy of Cooking）によると、最初のタパスはアンダルシアの居酒屋で客がシェリー酒を一口飲む度にグラスに蓋をするパンまたは肉の一切れであった。こうして、甘いシェリーにショウジョウバエがたかることを防いだ。シェリー酒に蓋をする肉は通常ハムまたはチョリソで、いずれも塩辛くのどが渇く食品である。このため、バーテンダーとレストラン支配人はシェリー酒と共に供する様々な軽食を作り始め、飲み物の売上げを増やそうとした。まもなく質素なつまみにすぎなかったタパスはシェリー酒と同じくらい重要な存在になった。
タパスは、スペインの歴史を通じ種々の文化および国の影響と食材を取り入れ発展した。古代ローマによるイベリア半島の占領はオリーブと灌漑をもたらした。8世紀における北アフリカのムーア人侵略は、アーモンド、柑橘類、香り高い香辛料と、メゼをつまみながら酒を飲む習慣を南部にもたらした。彼らの700年にわたる支配の影響は今日も、特にアンダルシア州に残っている。新大陸の発見はトマト、トウガラシ類、トウモロコシ、インゲンマメやライマメおよびジャガイモをもたらした。これらは直ちに受け入れられ、スペインの風土で容易に栽培された。

## 語源
「タパ」は、スペイン語で「蓋」を意味する。「タパ」の語源には諸説ある。
- 一般に引用される説明では、飲み物をショウジョウバエから守るためにパンまたは平たいカード等で蓋をしていたが、あるときから軽食が「蓋」に載るようになった。
- 伝統的なスペインのバルでは「タパ」は立食であるため、料理を食べるためにグラスの上に皿を蓋のように乗せる必要があった、との説もまた広く伝えられている。
- 16世紀頃、ラ・マンチャ地方出身の居酒屋の主人が、熟成したチーズの強い味と匂いが出来の悪いワインをごまかす、すなわち「覆い隠す」ことを発見し、安いワインにチーズをサービスすることを始めたことに由来するとの説もある。
- 他の有名な説は、アルフォンソ12世がアンダルシアのカディスの著名なベンタ（venta、宿屋）に泊まった際の逸話である。王がシェリーを注文すると、カディス特有の強い風による海岸の砂から飲み物を守るため、ウェイターは王に差し出す前に燻製したハムの薄切りでグラスに蓋をした。王はシェリー酒を飲みタパを食べた後に、次のシェリー酒を「同じ蓋で」注文した。

## スペインのタパス
スペインでは、夕食は午後9時から11時の間で、夜中の12時を過ぎることもあり、仕事が終わってから夕食までの時間が長い。このため、スペイン人は仕事を終えるとディナーの前まで「バルのはしご」（スペイン語で「タパスに行く」、lr de tapas ）をして、タパスを食べる。他の一般的なタパスの時間帯は週末の正午ごろで、自宅での通常1時から3時の間の正式な昼食前の社交手段となる。
バーや小さなレストランでは、通常ガラスの仕切りで覆われた保温機能のあるトレーに8〜12種類のタパスが用意される。タパスは通常ニンニク、唐辛子やパプリカ、クミン、塩、コショウ、サフランと、ときにたっぷりのオリーブ・オイルで濃く味付けされる。通常、アンチョビ、サーディンやサバのオリーブ・オイル漬け、しばしば赤または青トウガラシやその他の調味料で味付けされたイカ等のトマトソース煮などから成るマリスコス（mariscos、魚介類）が1皿以上ある。ほとんどの場合、タパスにはマンサニージャ種やアルベキーナ種など1、2種類のオリーブが含まれる。ソースベースのタパスには通常数種のパンが添えられる。
マドリード、レオン、アストゥリアス州、ガリシア州、エストレマドゥーラ州、およびアンダルシア州の地域では、バルで酒類や飲み物を注文すると、タパがついてくるバルも多い。スペイン北西の都市レオンでは、バリオ・ウメド（Barrio Humedo） として知られる地域のタパス・バルでコルト（corto、少量のビール）やワイン１杯に自家製の料理が供される。特にスペイン北部のナバーラ州、バスク州、カンタブリア州、およびサラマンカ県のような行政区でのタパスの一種は、ピンチョとよばれる串や楊枝が刺さっていることからピンチョス（バスク語：pintxos）と呼ばれる。楊枝は軽食がパンから落ちないように軽食に刺して留めてあり、客が食べた料理の数を数えるためにも用いる。ピンチョの値段は1.00から1.50ユーロであり、値段の異なる料理には異なる種類の楊枝が使われる。飾りのついた串が闘牛で使用される色鮮やかな槍（バンデリージャ）を連想させることから、バンデリージャス（banderillas）という別名もある。
アンダルシア州では、タパスをメディア・ラシオン（media ración、中皿）やラシオン（ración、大皿）に「増量」することもできる。タパスを複数人で注文する際には、中皿や大皿で注文した方が経済的である。客が複数の大皿を取り分ける食事は、中東のメゼや中国の点心と類似している。

### 主な料理

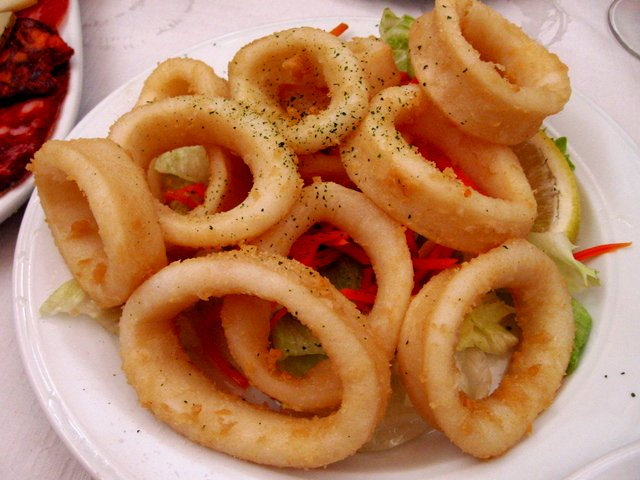
イカフライのラシオン

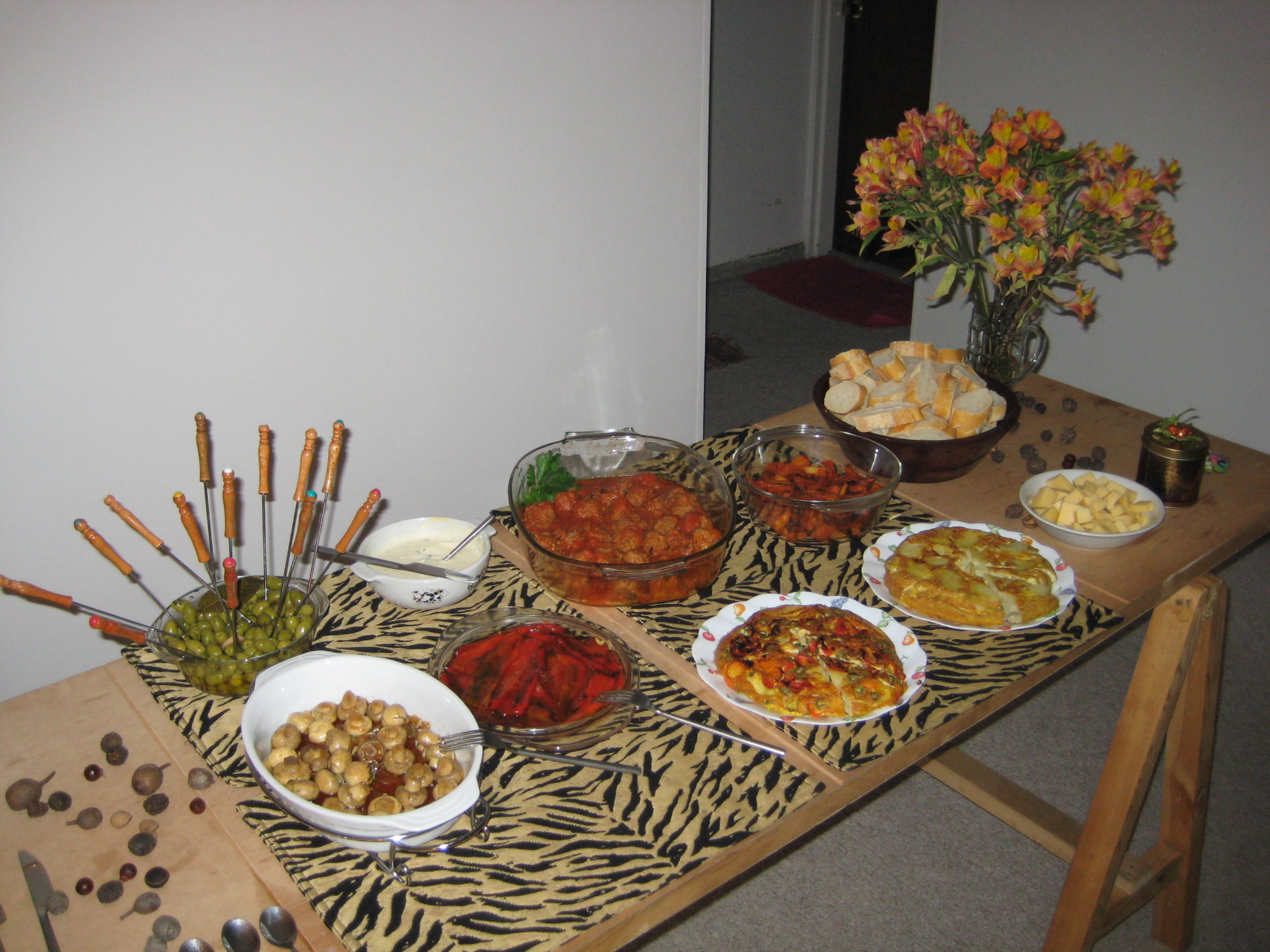
タパスのパーティー

アセイトゥーナス（Aceitunas ）
オリーブの実。
アドボ（Adobo）
肉や魚介類のマリネ料理。
アルボンディガス（Albóndigas ）
ミートボール
アイオリ（Allioli ）
カタルーニャ語で「ニンニクと油」の意味。伝統的な材料はニンニク、油、および塩のみだが、現在はニンニク入りマヨネーズの形態で、ニンニクの効いたペーストである。パン、ジャガイモ、魚、肉、またはグリルした野菜に添えられる。
アトゥン・エスカベチャード（Atún escabechado）
ツナのエスカベチェ。
バカラオ(Bacalao）
塩鱈を非常に薄く切り、パン、トマトと共に供する。
ボケロネス（Boquerones)
白アンチョビの酢漬け（ボケロネス・エン・ビナグレ boquerones en vinagre）またはフライ。
カバージャ・エン・エスカベチェ（caballa en escabeche）
タイセイヨウサバのエスカベチェ。
カラマーレス・フリートス（Calamares fritos ）または ラバス（rabas ）
イカのリング揚げ。
カナペ（Canapé）
カナッペ。
カルネ・メチャーダ（Carne mechada ）
牛肉を柔らかくなるまでじっくりと煮込んだ料理。
チョピートス（Chopitos ）
小イカフライ。別名プンティジタス（puntillitas）。
コクテル・デ・ガンバス（Cóctel de Gambas）
シュリンプカクテル。
コホヌーダ（Cojonuda ：スペイン語で「すばらしい」を意味する形容詞の女性形）
ピンチョスの一種で、一切れのパンにモルシージャ（ブラッドソーセージ）の薄切りと揚げたウズラの卵を乗せた料理。モルシージャの名産地ブルゴスで広く食べられている。
コホヌード（Cojonudo ：スペイン語で「すばらしい」を意味する形容詞の男性形）
ピンチョスの一種で、一切れのパンにスペイン産チョリソの薄切りと揚げたウズラの卵を乗せた料理。
チョリソ・アル・ビーノ（Chorizo al vino ）
ワインで煮込んだチョリソ。
チョリソ・ア・ラ・シードラ（Chorizo a la sidra ）
シードラで煮込んだチョリソ。
クロケータス（Croquetas、スペイン風コロッケ）
スペインでは、よくバーや家庭で、タパ、軽い昼食、またサラダと共に夕食に供される料理。
クロケータス・デ・パエージャ（Croquetas de Paella）
パエリアのライスコロッケ。
エンパナーダ（Empanada）
ツナやメルルーサ（Merluza、タラに似た魚類の総称）などの魚介類や、肉と野菜を詰めたパイ。ガリシアでは切り分けて供する。小型のものはエンパナディージャ（empanadillas）と呼ばれる。
エンサラディージャ・ルサ（Ensaladilla rusa、ロシアサラダ）
ジャガイモなどの茹で野菜とツナ、オリーブとマヨネーズを混ぜたサラダ。ロシア料理のオリヴィエ・サラダから派生した料理だが、鶏肉が入らない。
ガンバス（Gambas）
ソテーしたエビ。サルサ・ネグラ（salsa negra、粒コショウのソース）、アル・アヒージョ（al ajillo、ニンニク風味）またはピルピル（pil-pil、唐辛子の微塵切り）で調味される。
ハモン（Jamón）
ハモン・イベリコ、ハモン・セラーノなどを薄く切って供する。
メロン・コン・ハモン（Melón con Jamón）
生ハムメロン。主にメロンの季節に食べられるタパ。
ピミエントス・デ・パドロン（Pimientos de Padrón ）
パドロン（ガリシア州ア・コルーニャ県の自治体）産の小さな青唐辛子をオリーブ・オイルで揚げた料理。ほとんどは辛くないが、中にはとても辛いものも混ざっている。
ピンチョ・モルーノ（Pincho moruno ）
ケバブに似た、香辛料の効いた豚肉または鶏肉の串焼き。「ムーア人の串」の意。
パタータス・ブラーバス（Patatas bravas ）
ジャガイモの角切りを揚げてサルサ・ブラバ（salsa brava、辛いトマトソース）を添えたもの。ジャガイモは下茹でしてから揚げるか、茹でるだけの場合もある。しばしばアイオリが添えられる。
プンティジータス（Puntillitas）
バター風味の小イカフライ。チョピトスとも呼ばれる。
ケソ・コン・アンチョアス（Queso con anchoas ）
カスティーリャまたはマンチェゴ熟成チーズのアンチョビ乗せ。
ラホ（Rajo）
ニンニクとパセリで風味付けした豚肉。パプリカを加えるとソルサ（Zorza）と呼ばれる。
ソロミージョ・ア・ラ・カステジャーナ（Solomillo a la castellana ）
豚肉のエスカロープのフライのタマネギとカブラレスチーズ・ソース添え。
ソロミージョ・アル・ウイスキー（Solomillo al whisky ）またはアル・グイスキ（al güisqui ）
豚肉のエスカロープのフライを、ウイスキー、ブランデー、または白ワインとオリーブ・オイルでマリネした料理。
トルティージャ・デ・パタータス（Tortilla de patatas）
具に揚げたジャガイモや刻みタマネギを加えたオムレツの一種。トルティージャ・エスパニョーラ（Tortilla española）とも。具を野菜とチョリソに変えた、イタリアのフリッタータに似たものはトルティージャ・パイサナ（Tortilla paisana、「田舎風トルティージャ」）と呼ばれる。食べやすいように小さく切り分けて供する。
トルティジータス・デ・カマローネス（Tortillitas de camarones ）
エビのフリッター。
ティグレス（Tigres ）
ヨーロッパイガイの詰め物。ナバーラ州では、その辛さからティグレス（虎）と呼ぶ。

## 北アメリカとイギリスのタパス
アメリカ合衆国、カナダ、およびイギリスでは、高級タパス・レストランとタパス・バーが一般的となった。これらの店舗では、通常メインコースとしてタパスの組合わせが供される。伝統的なスペインのタパスとはかなり異なった料理も供される。

## フィリピンのタパス
スペインのタパスの概念「小皿料理をアルコール飲料と共に食べること」は、フィリピンでも古くからの伝統として根付いている。しかし、フィリピンの「タパ」は伝統的なスペインの「タパ」との共通点はほとんどなく、むしろアメリカ式のビーフ・ジャーキーに似た牛肉の塩漬である。
フィリピンの「タパ」はほとんどが牛肉だが、時々鹿肉やイノシシ肉で作られることもあり、油で揚げるかグリルしてから、主菜として食べる。通常、朝食にシナンガグ（sinangag、ニンニク風味の炒飯）、目玉焼きと一緒に唐辛子と酢のディップを添えて食べることが多く、この献立をタパシログ（tapasilog）と呼ぶ。
フィリピンのバーやレストランでは、正式なスペイン式タパスと共に、カリカリに揚げた牛肉の「タパ」がアルコール飲料と共に供されることもある。仕上げに砂糖を加えて辛味を緩和した甘めの「タパ」もある。牛肉の細切りを水、酢、醤油で煮て、ニンニク、カラマンシーおよび砂糖で味付けした、サルシアード（sarciado、湿った）式のタパもある。

## ヴェネツィアのチッケッティ
チッケッティは、ヴェネツィアのチッケッティ・バールで供されるタパスに似た料理である。通常、昼食または午後の軽食として昼間に食べる。